# Ракове масло
Ракове масло (фр. beurre d’ecrevisse) — кулінарний продукт, масляна суміш зі смаком раків, призначена для покращення смаку рибних страв, заправки супів та соусів. Необхідний інгредієнт ракового соусу і соусу нантюа.
Ракове масло готують з вершкового масла з попередньо підсушеними і стовченими панцирями, клешнями й ніжками варених раків, а також омарів або креветок. Для подрібнення застосовують ступу. На склянку вершкового масла потрібно до двох склянок стовченої ракової шкаралупи. Суміш обсмажують у сотейнику до червонувато-жовтого або помаранчевого  відтінку, що свідчить про те, що барвники та ароматичні речовини панцирів частково перейшли в жир. Потім масляну суміш виливають гарячу воду і доводять до кипіння. Для покращення кольору іноді додають трохи томатного пюре. Після відстоювання жир проціджують у холодну воду чи ставлять на холод. Застигле ракове масло знімають, іноді підігрівають його ще раз, щоб воно злилося в одну масу, і зберігають до вживання в холодному місці.
У німецькій кухні на бульйоні, що залишився після приготування ракового масла, готували раковий суп-пюре з борошняним пасеруванням, яєчним жовтком і вершками.